# Волайта Содо
Волайта-Содо (Амхарська мова: ዎላይታ ሶዶ), (Волайттаттува: Wolaytta Sooddo), (Англійська: Wolaita Sodo) — місто на півдні Ефіопія. Місто є політичним та адміністративним центром Волайта та Регіональна держава Південна Ефіопія. Має широту і довготу 6°54′ пн. ш. 37°45′ сх. д. з висотою від 1600 до 2100 метрів (5200 і 6900 футів) над рівнем моря.

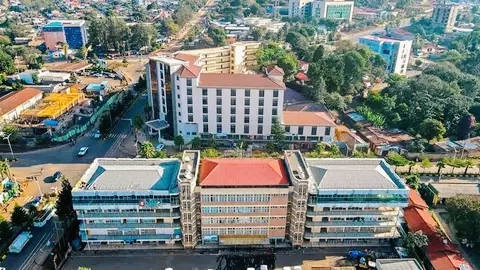
Курорт Хайле та комплекс Тона

## Історія
На початку 1930-х років Содо був описаний як єдиний район у регіоні Болайта, який можна було назвати селом. По суботах працював ринок, до столиці – телефонна лінія, щотижня – пошта.
У 1958 році Содо був одним із 27 регіонів Ефіопії, класифікованих як першокласні муніципалітети. Філія Комерційного банку Ефіопії була заснована між 1965 і 1968 роками. 

## Населення

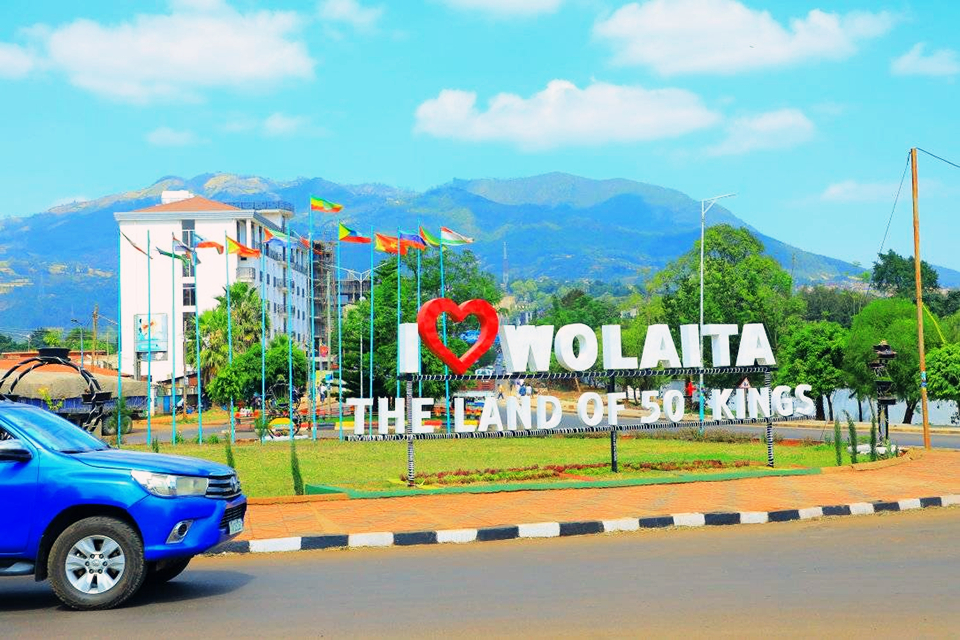
Кільцева розв'язка Тона

Згідно з оцінками населення на 2023 рік, опублікованими Бюро статистики Ефіопії, загальна чисельність населення міста становить 213 467 осіб, з яких 108 161 чоловік і 105 306 жінок.